# مكسيم دوبارينكو
مكسيم دوبارينكو (بالرومانية: Maxim Dubarenco)‏ مواليد 24 يونيو 1993 في كيشيناو، هو لاعب كرة مضرب بيلاروسي يلعب باليد اليمنى. أعلى تصنيف له في الفردي كان المركز الـ 321 في سنة 2014. أعلى تصنيف له في الزوجي كان المركز الـ 401 في سنة 2013.

## روابط خارجية
- مكسيم دوبارينكو على موقع رابطة محترفي التنس (الإنجليزية)
- مكسيم دوبارينكو على موقع الاتحاد الدولي لكرة المضرب (الإنجليزية)
- مكسيم دوبارينكو على موقع كأس ديفيز (الإنجليزية)
- مكسيم دوبارينكو على موقع خلاصة التنس.كوم (الإنجليزية)
- مكسيم دوبارينكو على موقع إي إس بي إن.كوم (الإنجليزية)